# Désert du Douro
 (mai 2017).
Si vous disposez d'ouvrages ou d'articles de référence ou si vous connaissez des sites web de qualité traitant du thème abordé ici, merci de compléter l'article en donnant les références utiles à sa vérifiabilité et en les liant à la section « Notes et références ».
L'expression désert du Douro (Duero en espagnol) fait référence au dépeuplement du bassin du fleuve éponyme au VIIIe siècle. D'après Claudio Sánchez-Albornoz, il s'agissait d'un dépeuplement stratégique mis en œuvre par le roi Alphonse Ier pour la défense du Royaume des Asturies.

## Histoire
C'est l'historien Alexandre Herculano qui évoque en premier ce dépeuplement dans son œuvre L'Histoire du Portugal (1846-1850). La théorie est ensuite développée par Claudio Sánchez-Albornoz.

### La théorie de Sánchez-Albornoz
Le roi Alphonse Ier des Asturies mène une série de campagnes militaires dans le bassin du Douro, appelé alors les Champs gothiques. À mesure qu'il avance contre les Musulmans, il laisse les villes et villages conquis à l'abandon, pour ne pas affaiblir ses effectifs en établissant des garnisons. La population musulmane est éliminée, les Chrétiens déplacés dans ses domaines de la Cantabrie. Alphonse Ier s'empare ainsi des villes de León, Astorga, Salamanque, Ávila, Osma, Sepúlveda et de nombreux villages.
L'augmentation de population en Cantabrie, conséquence de l'arrivée des Chrétiens, entraine le défrichement de nouvelles terres et la fondation de nouveaux villages, pour former la structure du peuplement que l'on retrouve encore de nos jours.
Ce dépeuplement avait comme objectif d'entraver l'avancée des troupes musulmanes vers le nord. Le repeuplement de ces terres se fit à partir du IXe siècle, principalement par des Chrétiens des Asturies et des Mozarabes venus des royaumes musulmans.

### Autres théories
La thèse du dépeuplement intentionnel est combattue par d'autres historiens. 
Par exemple, Ramón Menéndez Pidal et Américo Castro relativisent l'importance du dépeuplement et soutiennent que l'augmentation de population chrétienne qui suivit ne fut pas la conséquence d'une politique de repeuplement, mais une réorganisation de la population.